# Regular A (Metropolitano)
El servicio Regular A es uno de los 4 servicios regulares que forma parte del sistema de transporte Metropolitano, se le identifica por el color celeste y el logo de una "A" en los buses troncales.
El 11 de setiembre de 2010, en su fase previa de operaciones, el Regular A cubría el tramo comprendido entre el terminal Naranjal hasta el estación Caquetá, donde luego se realizaba un transbordo en dicha estación para utilizar el ramal de Av. Emancipación y Jr. Lampa, para culminar su recorrido en la estación Central. 
Empezó a operar el 2 de octubre de 2010, cuando comenzaron a operar con cobro las estaciones del tramo norte, su ruta original partía desde el terminal Naranjal hasta el terminal Matellini, recorriendo el ramal de Av. Emancipación y Jr. Lampa.
El 17 de septiembre del año 2012, se modificó su ruta, partiendo desde el terminal Naranjal hasta la estación Central en Limautilizando el ramal de Av. Emancipación y Jr. Lampa, ruta que mantiene hasta la actualidad.

## Horarios
| Horario de operación | Horario de operación | Horario de operación |
| REGULAR              | Hacia el Sur         | Hacia el Norte       |
| -------------------- | -------------------- | -------------------- |
| Lunes a sábado       | 05:00 a 23:00        | 05:35 a 23:00        |
| Domingos y feriados  | 05:00 a 22:00        | 05:35 a 22:00        |

## Estaciones
A continuación, todas las estaciones del Regular A, en algunas estaciones se pueden interconectar con diferentes servicios o expresos para una movilización de norte a sur o viceversa más rápida
| N.º                        | Estaciones                                      | Común con: |
| -------------------------- | ----------------------------------------------- | --- |
| 1                          | Terminal Naranjal (Embarque 4)                  | Regular B · Regular D · Expreso 2 · Expreso 5 · Expreso 10 · Super Expreso · Super Expreso Norte                                                                        |
| 2                          | Izaguirre (Embarque 1 sur)                      | Regular B · Regular D · Expreso 5 · Expreso 6 · Expreso 8 |
| 3                          | Pacífico (Embarque 1 sur)                       | Regular B · Regular D · Expreso 11 |
| 4                          | Independencia (Embarque 1 sur)                  | Regular B · Regular D · Expreso 6 · Expreso 8 |
| 5                          | Los Jazmines (Embarque 1 sur)                   | Regular B · Regular D |
| 6                          | Tomás Valle (Embarque 1 sur)                    | Regular B · Regular D · Expreso 5 · Expreso 6 · Expreso 7 · Expreso 8                                                                                                   |
| 7                          | El Milagro (Embarque 1 sur)                     | Regular B · Regular D |
| 8                          | Honorio Delgado (Embarque 1 sur)                | Regular B · Regular D |
| 9                          | Universidad de Ingienería (UNI)(Embarque 1 sur) | Regular B · Regular D · Expreso 5 · Expreso 8 · Expreso 9 · Expreso 13                                                                                                  |
| 10                         | Parque del Trabajo (Embarque 1 sur)             | Regular B · Regular D |
| 11                         | Caquetá (Embarque 1 sur)                        | Regular B · Regular D · Expreso 5 · Expreso 8 · Expreso 9 · Expreso 10                                                                                                  |
| RAMAL EMANCIPACIÓN - LAMPA |                                                 | |
| 12                         | Ramón Castilla (Embarque 3 sur)                 | Regular C · Expreso 10 |
| 13                         | Tacna (Sur) (Embarque 1 sur)                    | Regular C · Expreso 10 |
| 14                         | Jirón de la Unión (Sur) (Embarque 1 sur)        | Regular C · Expreso 10 |
| 15                         | Colmena (Embarque 1 sur)                        | Regular C · Expreso 10 |
| RAMAL SUR                  |                                                 | |
| 16                         | Estación Central (Embarque 6 y 7)               | Regular B · Regular C · Regular D · Expreso 1 · Expreso 5 · Expreso 6 · Expreso 7 · Expreso 8 · Expreso 10 · Expreso 11 · Expreso 12 · Expreso 13 · Super Expreso Norte |

| N.º                        | Estaciones                                         | Común con: |
| -------------------------- | -------------------------------------------------- | --- |
| 1                          | Estación Central (Embarque 3)                      | Regular B · Regular C · Regular D · Expreso 1 · Expreso 5 · Expreso 6 · Expreso 8 · Expreso 10 · Expreso 11 · Expreso 13 · Super Expreso Norte |
| RAMAL EMANCIPACIÓN - LAMPA |                                                    | |
| 2                          | Colmena (Embarque 1 norte)                         | Regular C |
| 3                          | Jirón de la Unión (Norte) (Embarque 1 norte)       | Regular C |
| 4                          | Tacna (Norte) (Embarque 1 norte)                   | Regular C |
| 5                          | Ramón Castilla (Embarque 3 norte)                  | Regular C |
| RAMAL NORTE                |                                                    | |
| 6                          | Caquetá (Embarque 1 norte)                         | Regular B · Regular D · Expreso 5 · Expreso 8 · Expreso 9                                                                                      |
| 7                          | Parque del Trabajo (Embarque 1 norte)              | Regular B · Regular D |
| 8                          | Universidad de Ingienería (UNI) (Embarque 1 norte) | Regular B · Regular D · Expreso 5 · Expreso 8 · Expreso 9                                                                                      |
| 9                          | Honorio Delgado (Embarque 1 norte)                 | Regular B · Regular D |
| 10                         | El Milagro (Embarque 1 norte)                      | Regular B · Regular D |
| 11                         | Tomás Valle (Embarque 1 norte)                     | Regular B · Regular D · Expreso 5 · Expreso 8                                                                                                  |
| 12                         | Los Jazmines (Embarque 1 norte)                    | Regular B · Regular D |
| 13                         | Independencia (Embarque 1 norte)                   | Regular B · Regular D · Expreso 8 |
| 14                         | Pacífico (Embarque 1 norte)                        | Regular B · Regular D |
| 15                         | Izaguirre (Embarque 1 norte)                       | Regular B · Regular D · Expreso 5 · Expreso 8                                                                                                  |
| 16                         | Terminal Naranjal (Embarque 4)                     | Regular B · Regular D · Expreso 2 · Expreso 3 · Expreso 5 · Expreso 11 · Super Expreso · Super Expreso Norte                                   |

## Lugares recurrentes en los distritos de la trayectoria
Independencia
- Mercado Los Incas: Avenida Contisuyo 530
- Gasolinera Repsol: Av. Gerardo Unger 3869
- Clínica Jesús del Norte:Av. Carlos Izaguirre 173
- Municipalidad de Independencia: Av. María Prado de Bellido 800.
- Gran terminal terrestre Plaza Norte: Av. Tupac Amaru 6899.
- Mercado Central FEVACEL: Av. Tomás Valle 111

San Martín de Porres - Rímac
- Hospital de la Solidaridad "UNI"
- Sede Universidad de Ingeniería: Av. Gerardo Unger 254
- Fuerte General de División Rafael Hoyos Rubio: Av. Túpac Amaru 100
- Centro comercial "Caquetá Plaza": Av. Caquetá 399
- Galerías Caquetá: Av. Caquetá 425
- Mercado Mayorista de Frutas "El Trébol de Caquetá": Av. Caquetá 800

Centro de Lima (ramal de Av. Emancipación y Jr. Lampa.)
- Plaza Ramon Castilla: Avenida Emancipación/ Avenida Alfonso Ugarte
- Galería Plaza Unión (Pl. Ramón Castilla)
- Supermercado Metro Almacen Castilla: Plaza Castilla
- Farmacia Universal: Av. Emancipación 799
- Ministerio de la Mujer y Pobalciones Vulnerables (MIMP): Av. Emancipación 226
- Supermercado Metro Carabaya: Jr. Cusco 245
- Real Plaza Centro Cívico (Conexión directa con la Estación Central)
- (Arriba de la Estación Central) Palacio de Justicia de la Republica del Perú, Paseo de los Héroes Navales
- (Arriba de la Estación Central) Sheraton Lima Historic Center (Hotel Sheraton),  Av. Paseo de la República 170